# Xystrocera danilevskyi
Xystrocera danilevskyi es una especie de escarabajo longicornio del género Xystrocera, categorizada en la tribu Xystrocerini, de la subfamilia Cerambycinae. Fue descrita por Vives en 2013.

## Descripción
Mide 14,8-15 mm de longitud.

## Distribución
Se distribuye por Filipinas.